# Luisina Giovannini
Luisina Giovannini (Coronel Moldes, Córdoba, Argentina; 8 de noviembre de 2006) es una tenista argentina.
Giovannini hizo su debut en la Copa Billie Jean King con Argentina en 2024, en dobles junto a Julieta Estable, con victoria frente a las venezolanas Sabrina Balderrama y Fabiana Gamboa.

## Trayectoria
Giovannini comenzó a jugar tenis a la edad de siete años en el Toro Club de su ciudad natal. 
En 2022 ingresó al ranking mundial de la WTA luego de obtener puntos en varios torneos en Francia y Argentina.
Obtuvo su primer título profesional en noviembre de 2023 al vencer en la final del W15 de Córdoba a la brasileña Thaisa Pedretti por 6-1 y 6-1.
Una semana después, disputó el WTA 125 de Buenos Aires luego de recibir una tarjeta de invitación para el cuadro principal de individuales femeninos, donde venció en primera ronda a la estadounidense Anna Rogers y luego perdió en segunda ronda contra la mexicana Renata Zarazua. En diciembre lideró a Ferro a obtener el Torneo Interclubes de la Asociación Argentina de Tenis luego de 98 años.

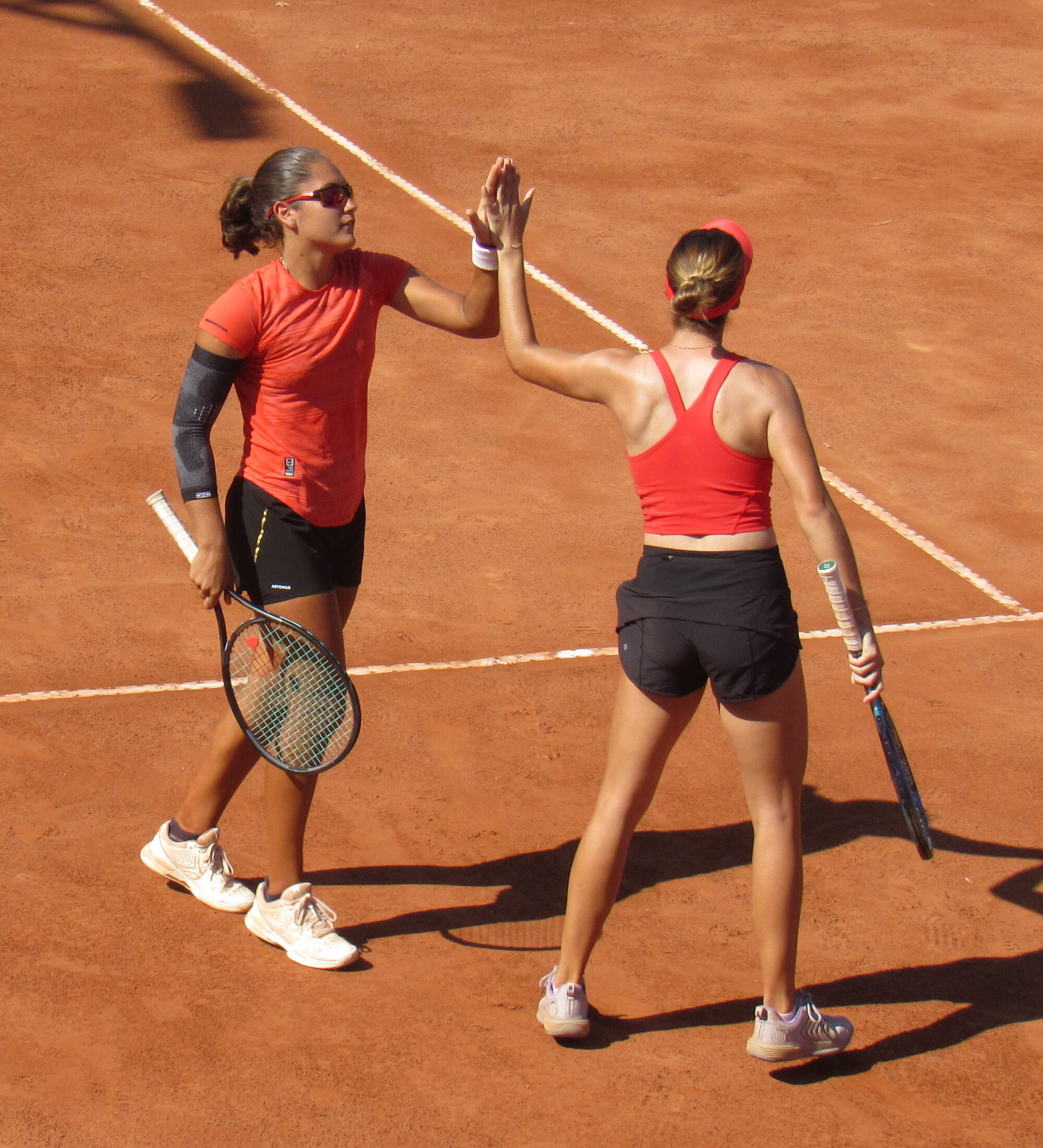
Giovannini y Gomez Pezuela Cano, ganadoras de 4 ITF en 2024

En 2024 obtuvo tres títulos W15 ITF en individuales: Luján, Neuquén y defendió el título de Córdoba. Además logró cuatro títulos en dobles junto a la mexicana Marian Gómez Pezuela Cano.
En enero de 2025 obtiene el primer W35 en Buenos Aires, al vencer en la final a Jazmín Ortenzi.
En febrero obtuvo el primer título fuera de su país al ganar un W15 en Antalya, Turquía sin perder sets.

## Torneos ITF

### Títulos (14; 9+5)
| Premios                  |
| ------------------------ |
| torneos de USD 100,000   |
| torneos de USD 75/80,000 |
| torneos de USD 50/60,000 |
| torneos de USD 25/35,000 |
| torneos de USD 15,000    |

#### Individuales (9)
| Resultado | G / P | Fecha          | Torneos                                 | Nivel  | Superficie | Adversaria               | Resultado        |
| --------- | ----- | -------------- | --------------------------------------- | ------ | ---------- | ------------------------ | ---------------- |
| Derrota   | 0–1   | Octubre 2022   | ITF El Dorado, Misiones, Argentina      | 15,000 | Arcilla    | Solana Sierra            | 3–6, 3–6         |
| Victoria  | 1–1   | Noviembre 2023 | ITF Córdoba, Argentina                  | 15,000 | Arcilla    | Thaisa Grana Pedretti    | 6–1, 6–1         |
| Derrota   | 1–2   | Julio 2024     | ITF Luján, Argentina                    | 15,000 | Arcilla    | Lucciana Perez Alarcon   | 5–7, Retiro      |
| Victoria  | 2–2   | Julio 2024     | ITF Luján, Argentina                    | 15,000 | Arcilla    | Lucciana Pérez Alarcón   | 1–6, 6–2, 6–4    |
| Victoria  | 3–2   | Noviembre 2024 | ITF Neuquén, Argentina                  | 15,000 | Arcilla    | Lucciana Pérez Alarcón   | 6–0, 6–1         |
| Victoria  | 4–2   | Noviembre 2024 | ITF Córdoba, Argentina                  | 15,000 | Arcilla    | Justina González Daniele | 6–7(2), 6–2, 6–3 |
| Victoria  | 5–2   | Enero 2025     | ITF Buenos Aires II, Argentina          | 35,000 | Arcilla    | Jazmín Ortenzi           | 6–4, 6–4         |
| Victoria  | 6–2   | Febrero 2025   | ITF Antalya VII, Turquía                | 15,000 | Arcilla    | Mina Hodzic              | 6–1, 6–3         |
| Victoria  | 7–2   | Mayo 2025      | ITF Boca Raton, Florida, Estados Unidos | 35,000 | Arcilla    | Despina Papamichail      | 6–1, 6–1         |
| Victoria  | 8–2   | Agosto 2025    | ITF Pergamino, Argentina                | 35,000 | Arcilla    | Dana Guzmán              | 6–3, 6–1         |
| Victoria  | 9–2   | Agosto 2025    | ITF Chacabuco, Argentina                | 35,000 | Arcilla    | Dana Guzmán              | 6–7(5), 6–3, 6–3 |

#### Dobles (5)
| Resultado | N.º | Fecha          | Torneo                   | Nivel  | Superficie | Compañera                 | Adversarias                             | Puntaje             |
| --------- | --- | -------------- | ------------------------ | ------ | ---------- | ------------------------- | --------------------------------------- | ------------------- |
| Victoria  | 1-0 | Julio 2024     | ITF Luján, Argentina     | 15,000 | Arcilla    | Marian Gómez Pezuela Cano | Romina Ccuno Lucciana Pérez Alarcón     | 6–2, 6–0            |
| Victoria  | 2-0 | Julio 2024     | ITF Chacabuco, Argentina | 35,000 | Arcilla    | Marian Gómez Pezuela Cano | Jazmín Ortenzi Lucciana Pérez Alarcón   | w/o                 |
| Victoria  | 3-0 | Noviembre 2024 | ITF Neuquén, Argentina   | 15,000 | Arcilla    | Marian Gómez Pezuela Cano | Fernanda Labraña Lucciana Pérez Alarcón | 6–3, 6–4            |
| Victoria  | 4-0 | Noviembre 2024 | ITF Córdoba, Argentina   | 15,000 | Arcilla    | Marian Gómez Pezuela Cano | Lourdes Ayala María Florencia Urrutia   | 6–3, 6–7(7), [10–8] |
| Derrota   | 4-1 | Agosto 2025    | ITF Pergamino, Argentina | 35,000 | Arcilla    | Marian Gómez Pezuela Cano | Martina Capurro Taborda Julia Riera     | 4–6, 2–6            |
| Victoria  | 5-1 | Agosto 2025    | ITF Chacabuco, Argentina | 35,000 | Arcilla    | Marian Gómez Pezuela Cano | Ana Candiotto Justina González Daniele  | 3–6, 7–6(7), [10–5] |

## Participaciones en la Copa Billie Jean King

### Dobles (1-0)
| Año  | Categoría         | Instancia      | Sede             | Superficie        | País rival | Pareja          | Oponentes                           | Resultado        | Serie |
| 2024 | Zona de América I | Fase de grupos | Bogotá, Colombia | Polvo de ladrillo | Venezuela  | Julieta Estable | Sabrina Balderrama y Fabiana Gamboa | 3-6, 6-1, [10-4] | 3-0   |